# 鈴木貞次
鈴木 貞次（すずき さだじ、1887年（明治20年）5月7日 - 1959年（昭和34年）9月19日）は、大日本帝国陸軍軍人。最終階級は陸軍中将。功四級

## 経歴
1887年（明治20年）に静岡県で生まれた。陸軍士官学校第22期卒業。1935年（昭和10年）3月に独立守備歩兵第5大隊長に就任し、1936年（昭和11年）8月に陸軍歩兵大佐に進級した。1937年（昭和12年）8月に広島連隊区司令官を経て、1938年（昭和13年）7月に歩兵第34連隊長（第2軍・第3師団・歩兵第29旅団）に着任し、日中戦争に出動。
1939年（昭和14年）8月1日、陸軍少将進級と同時に歩兵第4旅団長（関東軍・第3軍・第8師団）に着任。同年10月1日に第8師団が三単位編成に改編されると、同師団隷下の第8歩兵団長に転じた。1941年（昭和16年）3月に独立混成第1旅団長（北支那方面軍）に就任し、中国戦線に復帰。1942年（昭和17年）8月1日、陸軍中将進級と同時に第104師団長に親補され、広東に駐屯。1945年（昭和20年）3月23日に東海軍管区司令部附を経て、4月1日に第143師団長に親補され、終戦時は静岡県引佐に位置した。
1947年（昭和22年）11月28日、公職追放仮指定を受けた。